# كولا آرسي
كولا RC (بالإنجليزية: RC Cola)‏ أو آر سي كولا وهي اختصار (Royal Crown Cola - رويال كراون كولا) ومعناها كولا التاج الملكي، هو مشروب غازي تصنعه شركة المشروبات الفلبينية، ماكاي القابضة (بالأنجليزية: Macay Holdings) في السوق غير الأمريكية منذ يناير 2023.
ويتم تصنيع وتوزيع آر سي كولا في الولايات المتحدة من قبل الشركة صاحبة العلامة التجارية في الولايات المتحدة كيوريج دكتور بيبر. توزع آر سي كولا 32 منتجاتها من خلال شركة تعبئة في 49 دولة، بما في ذلك مصر، الكويت، العراق، لبنان ونايچيريا.

## تاريخ الشركة

### نشأة الشركة
آر سي كولا إحدى المشروبات الغازية التي صنعت في عام 1905على يد الصيدلي كلود أ. هاتشر (بالأنجليزية: Claud A. Hatcher) في جورجيا؛ الولايات المتحدة الأمريكية.
كانت كولا التاج الملكي أول منتج للشركة تم انتاجه في عام 1905، تلاها الزنجبيل وتلتها البيرة الملكية ثم الفراولة.
في عام 1910، تم تغيير اسم الشركة إلى شيرو كولا وفي عام 1925 أعيدت تسميتها إلى شركة Nehi Corporation على اسم بعض المشروبات التى تنتجها الشركة.
بعد وفاة مؤسس الشركة عام 1933، تم تصنيع المشروبات بمساعدة الكيميائي روفوس كام، وتم إعادة صياغة أسم الشركة من شيرو كولا إلى رويال كراون كولا عام 1934. في عام 1976، قامت شركة آر سي كولا بشراء شركة أربيز مقابل 18 مليون دولار.
كانت شركة رويال كراون أول شركة تبيع المشروبات الغازية في عبوات المشروبات، وبعد ذلك، كانت أول شركة تبيع المشروبات الغازية في عبوات المشروبات المصنوعة من الألومنيوم. في عام 1958، قدمت آر سي كولا دايت رايت، وهي أول كولا دايت يتم تقديمها إلى الأسواق الأمريكية. وفي غضون 18 شهرًا من طرحه، أصبح دايت رايت مشروب الكولا رقم 4 للمستهلكين، وفي عام 1980، تم إطلاق الكولا الخالية من الكافيين والسكر RC-100.
في سبتمبر 2000، استحوذت شركة شويبس على شركة آر سي كولا من خلال استحواذها على قسم صناعة المشروبات التابع لشركة تريارك. تم إنشاء شركة كادبوري شويبس للمشروبات في الولايات المتحدة، بما في ذلك شركة آر سي كولا، تحت اسم مجموعة دكتور بيبر سنابل في عام 2008. في عام 2018، اندمجت مجموعة دكتور بيبر سنابل مع جرين كيوريج ماونتن تحت اسم كيوريج دكتور بيبر، المالك الحالي للعلامة التجارية في الولايات المتحدة.
في عام 2001، تم بيع جميع الشركات غير الأمريكية التي تحمل العلامة التجارية RC للشركة الكندية، مشروبات كوت. وبدأت العمل باسم رويال كراون كولا انترناشيونال. في عام 2021، باعت شركة مشروبات كوت رويال كراون كولا انترناشيونال لشركة ريفريسكو مقابل 50 مليون دولار أمريكي. في الوقت نفسه، تم بيع ريفريسكو لشركة RC Global Beverages.

### تاريخ الشركة الحديث
في سبتمبر 2022، دخلت الشركة في اتفاقية استحواذ من قبل الشركة الفلبينية مكاي القابضة، وفي يناير 2023، أكملت شركة مكاي القابضة استحواذها على أعمال آر سي كولا غير الأمريكية من خلال شراء 100% من شركة RC Global Beverages، مقابل ما يقرب من 47 مليون دولار أمريكي، بما في ذلك دفعة نقدية بقيمة 21.4 مليون دولار أمريكي للأسهم وتحمل 25 مليون دولار من الالتزامات المستحقة على الشركة البائعة. تزامنت عملية الاستحواذ مع وجود علاقات قائمة لدى شركة آر سي كولا مع 32 شركة تعبئة في 49 دولة بما في ذلك الفلبين، وقدرتها على منح تراخيص التعبئة والتوزيع لشركات في آسيا وأوروبا وأفريقيا والشرق الأوسط وأمريكا الشمالية والجنوبية.

## التسويق والحملات الدعائية
تم تسويق العلامة التجارية آر سي كولا من خلال العديد من الحملات. في عام 1940، أطلقت آر سي كولا حملة دعائية تحت شعار "الأفضل حسب ذوقك" ظهر فيها مشاهير هوليود بجانب شعار شعار الحملة، منهم الممثلة ليزابيث سكوت وهي تقول "أر سي أفضل مذاق".
في عام 1966، تعاونت آر سي كولا مع جيم هينسون في حملة إعلانية والتي تضمنت دميتين على شكل عصفورين يُدعيا سور بيرد ويؤدي دوره جيم هنسون، ونوتي بيرد ويؤدي دوره هينسون ويساعده فرانك أوز للترويج للمشروبات.ظهر سور بيرفيما بعد مع شخيصة وحش الروك آند رول في برنامج المنوعات إد سوليفان شو.
في ديسمبر 1967، ظهرت نانسي سيناترا في إعلانين تجاريين للشركة في برنامجها التلفزيوني الخاص Movin' with Nancy، والذي ضم العديد من المطربين وتصميم الرقصات لديفيد وينترز. كما كانت الشركة الراعي الرسمي لفريق نيويورك ميتس داخل وخارج الملعب في بعض الأحيان، ففي في أحد الإعلانات في منطقة نيويورك ظهر لاعب فريق نيويورك ميتس توم سيفر وزوجته نانسي، يرقصان ويغنيان اللحن من حملة نانسي سيناترا "It's a mad, mad, mad Cola...RC the one with the mad, mad taste!...RC!". كما ظهرت المغنية الامريكية لويس ماندريل في أحد الحملات الإعلانية الخاصة بالشركة في بداية الثمانينيات وهي تغني "Me and my RC / Me and my RC /'Cause what's good enough / For other folks / Ain't good enough for Me and My RC . . . ."
بدأ تصنيع وتسويق آرسي كولا في دولة الكويت بعد عام 1977، حيث انشاء مصنع الساير للمرطبات والذي يملكه ناصر محمد الساير، بدأ المصنع أنشطته بالحصول على وكالات حصرية لمنتجات العلامة التجارية آرسي كولا ونجح بعدها في الحصول على امتياز تعبئة علامة رويال كروان او آرسي كولا.
بدأ تصنيعها وتسويقها في إسرائيل من قبل شركة يفئورة تافوري (eforaaTavori) عام 1995.[بحاجة لمصدر] ووفقا لاستطلاع للراي في ديسمبر 2004 ظهر أن كولا ارسي هي العلامة التجارية الثانية شعبيا في إسرائيل، مع حصة في السوق تبلغ 22.5٪ (بيانات من مايو 2005).[بحاجة لمصدر]
في الفلبين، أطلقت آر سي كولا العديد من الحملات الدعائية شارك فيها العديد من الفنانين كان منهم هم ماها سلفادور وكيم بوم الذين شاركوا في حملات عام 2009. خلال عامي 2012 و2013، كانت آر سي كولا الراعي الرسمي لسائق أندريتي أوتوسبورت، ماركو اندريتي.
في عام 2020، أطلقت شركة آر سي كولا حملة "بسطة" في الفلبين، والتي ظهرت فيها صبي يواجه والدته بعد أن اشتبه في أنه تم تبنيه. حصدت الحملة العديد من الجوائز مثل الجائزة البرونزية في فئة الأفلام في مهرجان كان ليونز الدولي للإبداع عام 2021، والجائزة البرونزية في حفل توزيع جوائز إيفي لآسيا والمحيط الهادئ لعام 2021 عن فئة التسويق الشبابي، والجائزة الفضية في حفل توزيع جوائز إيفي لآسيا والمحيط الهادئ لعام 2022 عن المشروبات وغير الكحوليات وفئة التسويق من خلال الفيديو القصير، وجائزة برونزية للفيلم في حفل جوائز كليو لعام 2022.